# Just Group plc
Just Group plc er et britisk livsforsikringsselskab med hovedkvarter i London. Det er børsnoteret på London Stock Exchange.
Virksomheden blev etableret som "Just Retirement" i 2004.